# クリュザンダー・ボタ
クリュザンダー・ボタ（Chrysander Botha、1988年7月13日 - ）は、ナミビアのラグビーユニオン指導者。現在ナミビア代表のヘッドコーチを務めている。

## プロフィール
- ナミビア(当時は南アフリカ共和国)・ウォルビスベイ出身[1]。
- 現役時代のポジションはフルバック(FB)。
- 身長 180cm、体重 87kg
- U20ナミビア代表に選ばれたことがある[2]。
- ナミビア代表通算キャップ数は55でワールドカップ2011・2015のナミビア代表に選ばれた[3]。

## 略歴
ウェルウィッチアス、ファルケ、ゴールデン・ライオンズ、ライオンズ、エクセター・チーフス、ウェルウィッチアス、サザン・キングス、イースタン・プロヴィンス・エレファンツを経て、2018年、ウェルウィッチアスに復帰。
2020年、現役引退後、U20ナミビア代表のコーチを歴任して2024年、ナミビア代表のヘッドコーチに就任。